# رازمیک زاخاریان
رازمیک گئورگی زاخاریان (ارمنی: Ռազմիկ Գևորգի Զախարյան؛ زادهٔ ۲۷ آوریل ۱۹۳۶) یک  سیاستمدار اهل ارمنستان است که از تاریخ ۱۹۹۰ تا تاریخ ۱۹۹۵ سمت نمایندگی دوره اول شورای عالی جمهوری ارمنستان را برعهده داشت.

## زندگی‌نامه
در 	۲۷ آوریل ۱۹۳۶ ‏در ارمنستان به دنیا آمد . 